# Elecciones presidenciales de Brasil de 1934
La elección presidencial de Brasil de 1934 se realizó el 17 de julio de 1934; fue la segunda vez en la historia que el proceso utilizó un sistema de votación indirecta. Votaron los diputados de la Asamblea Nacional Constituyente, que reeligieron a Getúlio Vargas como presidente quien ya tenía tal investidura de manera provisional.

## Resultados
| Candidato | Votos           | %      |
| Getúlio Vargas | 175             | 70,58% |
| --- | --------------- | ------ |
| Borges de Medeiros | 59              | 23,79% |
| Pedro Aurélio de Góis Monteiro | 4               | 1,61%  |
| Protógenes Guimarães | 2               | 0,8%   |
| Raul Fernandes Artur Bernardes Plínio Salgado Antônio Carlos Ribeiro de Andrada Afrânio de Melo Franco Oscar Weinscheck Paim Filho Levi Carneiro | 1 voto cada uno | 0,4%   |
| Total | 248             |        |